# Måttan
Måttan är en småort i Häggeby socken i Håbo kommun, Uppsala län. 